# Amilasa
L'amilasa, anomenada també ptialina és un enzim hidrolasa que té la funció de trencar el glucogen i el midó en sucres simples. Aquest procés es produeix principalment en les glàndules salivals (sobretot en les glàndules paròtides), en el pàncrees i, encara que en menor mesura, en el fetge i les trompes de Fal·lopi. Quan una d'aquestes glàndules s'inflama augmenta la producció d'amilasa i apareix elevat el seu nivell en sang. Els aliments que contenen molt de midó però poc sucre, com l'arròs i la patata, tenen un gust més dolç del que tindrien, ja que l'amilasa, en la boca, torna part del seu midó en sucre. El pàncrees fabrica amilasa (α-amilasa) per trencar el midó de la dieta en disàcarids i trisacàrids que són convertits per altres enzims en glucosa per proporcionar energia al cos. Les plantes i alguns bacteris també produeixen amilasa.
L'amilasa va ser el primer enzim conegut i aïllat per Anselme Payen el 1833 però li va donar el nom de diastasa.
Les amilases segons els seus isòmers es classifiquen en: α-amilasa, β-amilasa, γ-amilasa, pululanasa i isoamilasa.

## Classificació

### α-Amilasa
(Noms alternatius: 1,4-α-D-glucano-glucanohidrolasa; glucogenasa)
Les α-amilases són enzims dependents de calci, completament afuncionals en absència d'ions de calci. Actuen en qualsevol punt de la cadena dels carbohidrats, descomponent-los en maltotriosa i maltosa des de l'amilosa o maltosa i en glucosa i dextrina des de l'amilopectina. Donat que pot actuar en qualsevol punt de la cadena és més ràpida que la β-amilasa. En els animals és un enzim digestiu major i el seu pH òptim està entre 6.7 i 7.0.
En l'espècie humana tant la procedent de la saliva com la pancreàtica són α-amilases. Pot trobar-se també en algunes plantes, fongs i bacteris.

### β-Amilasa
(Noms alternatius: 1,4-α-D-glucano-maltohidrolasa; amilasa sacarogènica)
Una altra forma d'amilasa, la β-amilasa és també sintetitzada per bacteris, fongs i plantes. Actua des de l'extrem no reductor de la cadena, catalitzant la hidròlisi del segon enllaç α-1,4, trencant dues unitats de glucosa (maltosa) a la vegada. Durant el procés de maduració de la fruita, la β-amilasa trenca el midó en sucre donant lloc al sabor dolç de la fruita. L'amilasa del gra de cereals és la responsable de la producció de malt. Molts microorganismes també produeixen amilasa per degradar el midó extracel·lular. Els teixits animals no contenen β-amilasa, però pot estar present en microorganismes sapròfits del tracte gastrointestinal. Té un pH òptim de 12.

### γ-Amilasa
(Noms alternatius: glucano 1,4-α-glucosidasa; aminoglucosidasa; exo-1,4-α-glucosidasa; glucoamilasa; α-glucosidasa lisosòmica; 1,4-α-D-glucano-glucohidrolasa)
A més de trencar l'últim enllaç α-1,4-glicosídic de l'extrem no reductor de la cadena d'amilosa i amilopectina, alliberant glucosa, la γ-amilasa pot trencar els enllaços glicosídics α-1,6. A diferència de les altres amilases aquesta forma és més eficaç en medis àcids i el seu pH òptim és de 3.

### Pululanasa
Només hidrolitza els residus que pertanyen als enllaços α-1,6. És un enzim desramificant directe, és a dir, no necessita d'un pretractament enzimàtic per a digerir les ramificacions. Com a requeriment per a la seva funcionalitat necessita dos residus de glucosa α-1,4 seguits de la ramificació (que hidrolitzarà).

### Isoamilasa
És un enzim desramificant indirecte que degrada la isomaltosa. Per a poder actuar sobre un punt de ramificació aquest enzim necessita que les cadenes laterals de la unió α- 1,6 no tinguin més de 3 residus de glucosa. Igual que la pululanasa només hidrolitza el enllaços α-1,6.

## Usos
Les amilases es fan servir molt per a fer el pa per tal de trencar els glúcids complexos com és el midó que es troba en la farina en sucres simples. El llevat s'alimenta d'aquests sucres simples i els converteix en productes de rebuig com alcohol i diòxid de carboni (CO₂). Això fa que la massa del futur pa s'infli. Mentre que l'amilasa es troba de manera natural en el gra de blat i en la farina, necessita força temps per trencar quantitats significatives de midó en el pa. Aquest és el motiu de la necessitat de llargs temps de fermentació de les masses del pa. Per això actualment s'utilitzen milloradors (com el malt, ric en amilases, o amilases fúngiques) que fan el procés de fermentació més ràpid.
L'amilasa de bacils també es fa servir com a detergent per dissoldre midó en determinats processos industrials.
Els treballadors que treballen en ambients amb molta amilasa tenen més risc de patir asma. Es controla el contingut d'amilasa en el cos pel diagnòstic mèdic.
Un inhibidor de l'α-amilasa anomenat faseolamina ha estat provat com a potencial ajuda en la nutrició.

## Hiperamilasèmia
L'amilasa sèrica en sang es pot mesurar a efectes de diagnòstic mèdic. Una concentració superior a la normal pot reflectir diversos trastorns, inclosa la inflamació aguda del pàncrees (es pot mesurar simultàniament amb la lipasa més específica), úlcera pèptica perforada, torsió d'un quist ovàric, estrangulació, ili, isquèmia mesentèrica, macroamilasèmia i parotiditis. L'amilasa es pot mesurar en altres líquids corporals, inclosos l'orina i el líquid peritoneal.